# 카르노사우르 3 - 프라이멀 스피시즈
《카르노사우르 3 - 프라이멀 스피시즈》(Carnosaur 3: Primal Species)는 미국에서 제작된 조나단 윈프리 감독의 1996년 액션, 공포, SF 영화이다. 카르노사우르 2의 후속작이자 카르노사우르 시리즈 중 마지막 작품이다. 스콧 발렌틴 등이 주연으로 출연하였고 로저 코먼 등이 제작에 참여하였다. 부정적인 평가를 받았다.

## 출연

### 주연
- 스콧 발렌틴
- 자넷 건
- 릭 딘
- 폴 다리고

## 제작진
- 라인프로듀서: 마르타 M. 모블리